# 南丹市立殿田中学校
南丹市立殿田中学校（なんたんしりつ とのだちゅうがっこう）は、京都府南丹市日吉町殿田にある公立中学校。略称は「殿中」。

## 沿革
- 1947年5月 - 各小学校を借用し、世木村立世木中学校、五ヶ荘中学校、胡麻郷中学校がそれぞれ開校
- 1949年
  - 4月 - 各中学校の統合校として組合立殿田中学校開校（実態は名称変更のみで、校舎は引き続き各小学校を借用。世木教場を本校、五ヶ荘及び胡麻郷を分教場として使用。）
  - 5月 - 独立校舎の建設を現在地に決定
- 1950年8月 - 第1期工事（木造2階建て4教室）、第2期工事（木造2階建て4教室、用務員室、トイレ）竣工。2学期から使用開始。世木本校、胡麻郷分教場は引き続き使用。
- 1951年
  - 3月 - 第3期工事（木造2階建10教室、特別教室2）竣工。分教場を廃止し、小学校の借用状態を解消。
  - 9月 - 第4期工事（木造講堂兼体育館）竣工
- 1952年11月 - 旭山運動場竣工
- 1954年9月 - グラウンド竣工
- 1955年4月 - 町村合併により日吉町となり、日吉町立殿田中学校へ改称
- 1956年5月 - 第5期工事（木造2階建て本館、職員室、図書室など）竣工
- 1961年 - 特別教室新築竣工
- 1966年 - 旭学級（障害児学級）開設
- 1969年8月 - 鉄筋3階建て校舎（教室棟）竣工
- 1978年3月 - 新体育館（1期工事）竣工
- 1983年9月 - グラウンドに夜間照明設備を設置
- 1984年12月 - 集団暴力事件及び器物破損事件発生
- 1985年4月 - 本館、技術教室棟、用務員室改築工事竣工
- 1993年8月 - 生徒棟（教室棟）大規模改造工事竣工
- 2006年1月 - 南丹市誕生により、南丹市立殿田中学校へ改称

## 通学区域
日吉地区全域（下記の小学校校区）を通学区域とする。
- 南丹市立殿田小学校（全域）
- 南丹市立胡麻郷小学校（全域）
- 南丹市立五ケ荘小学校（全域）- 2007年（平成19年）3月31日に閉校

## 交通アクセス
- 山陰本線 日吉駅下車
- 南丹市営バス バス停「中学校前」下車

## 通学区域が隣接している学校
- 南丹市立八木中学校
- 南丹市立園部中学校
- 京丹波町立蒲生野中学校
- 京丹波町立和知中学校
- 南丹市立美山中学校
- 京都市立京都京北小中学校

## 校章
源頼政等との関わりか、丹波国は古から弓が盛んで、同校の校区でも明治時代まで弓場や馬場が多くあり、今でも地名として残っている。明治時代に始まった京都・平安神宮の時代祭で行列の最後尾となる桑船弓箭組列は、初回の1895年（明治28年）から1942年（昭和17年）まで世木村（現在の世木地域：殿田、木住、生畑、中世木、中、天若（うち中と天若は廃村））の住民で構成された中八幡神社の八幡講の男子が中心となり勤めていた。その名残で、今でも校章に三本の矢が使われている。